# ديلانو هويل
ديلانو هويل (بالإنجليزية: Delano Howell)‏ هو لاعب كرة قدم أمريكية أمريكي، ولد في 17 نوفمبر 1989 في لوس أنجلوس في الولايات المتحدة.

## وصلات خارجية
- ديلانو هويل على موقع مرجع كرة القدم المحترفة.كوم (الإنجليزية)